# هسال
هسال (به انگلیسی: Hassall) یک روستا و محله مدنی در بریتانیا است که در چشر شرقی واقع شده‌است. هسال ۲۶۵ نفر جمعیت دارد.